# Petrophyllia
Petrophyllia is een geslacht van koralen uit de klasse van de Anthozoa (bloemdieren).

## Soorten
- Petrophyllia arkensasensis Conrad, 1855 †
- Petrophyllia rediviva (Wells & Alderslade, 1979)